# Paavo Honkajuuri

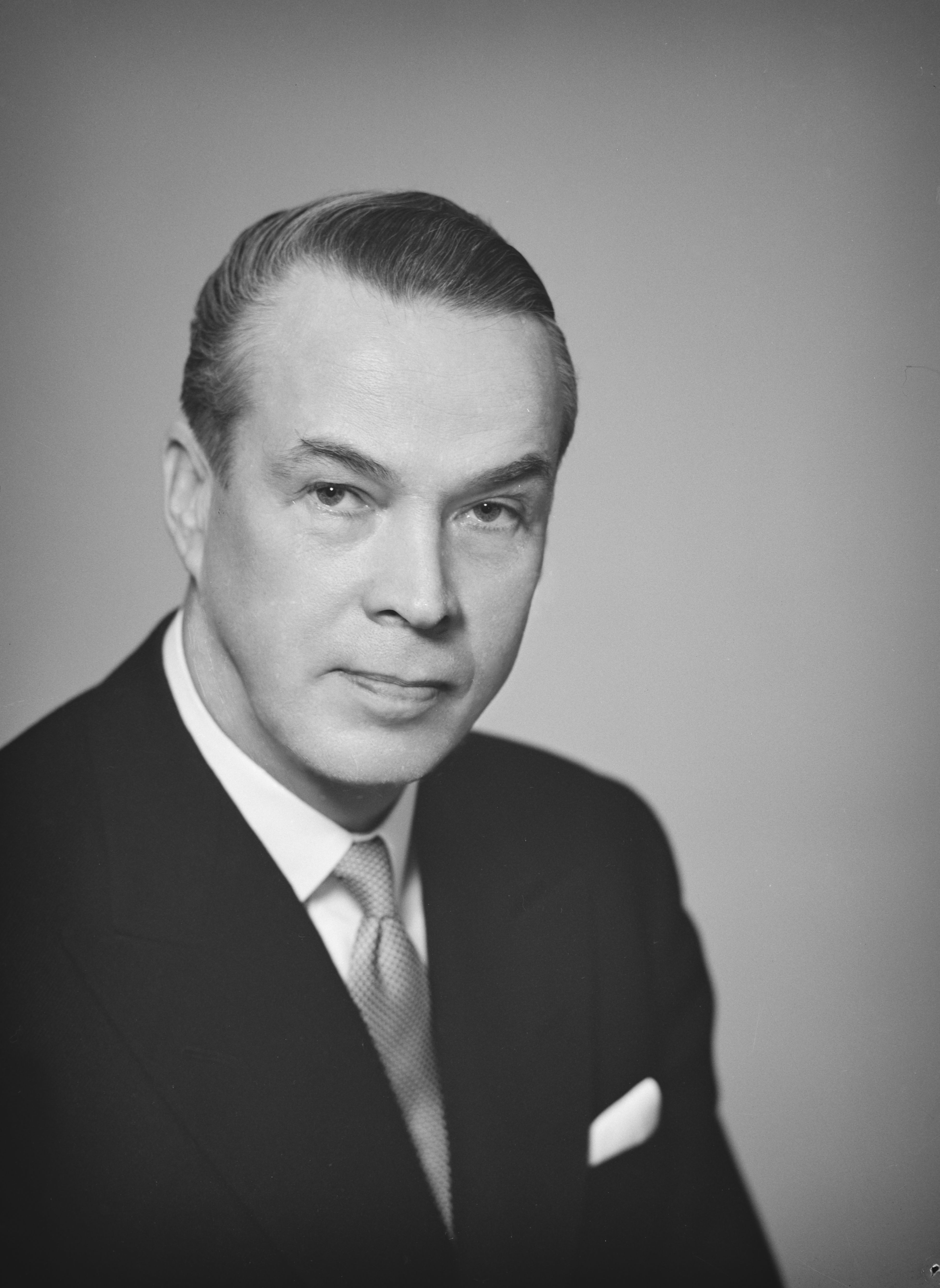
Paavo Honkajuuri, 1961.

Mikko Paavo Honkajuuri, född 26 november 1914 i Helsingfors, död där 15 mars 2001, var en finländsk industriman.
Han blev diplomingenjör 1938, anställdes samma år vid Rauma Oy:s cellulosafabrik i Raumo och var 1952–1976 koncernchef för det genom fusioner bildade Rauma-Repola Oy, som under hans ledning utvecklades till ett storföretag.
Han innehade flera höga förtroendeposter inom skogsindustrins och näringslivets organisationer samt inom idrotten, bland annat som medlem av Internationella olympiska kommittén 1967–1981. År 1961 erhöll han titeln bergsråd. 
Paavo Honkajuuri var son till Mauri Honkajuuri.